# Ishoʿyahb II
Ishoʿyahb (Beth Arbaye, ... – Seleucia-Ctesifonte, 645) è stato un vescovo cristiano orientale siro, vescovo di Balad, metropolita di Seleucia-Ctesifonte e patriarca della Chiesa d'Oriente dal 628 al 645.

## Biografia
Ishoʿyahb nacque nella città di Gdala, nella provincia di Nisibi (Beth Arbaye). Alunno della scuola di Nisibi, fece parte del gruppo di professori e alunni che abbandonarono l'istituzione per protestare contro le posizioni "eretiche" del suo direttore, Henana d'Adiabene, che parteggiava per un riavvicinamento con la Chiesa romana-bizantina. In seguito divenne vescovo di Balad, nella provincia ecclesiastica di Beth Arbaye.
Venne eletto metropolita di Seleucia-Ctesifonte e patriarca della Chiesa d'Oriente alla deposizione del re Cosroe II (628), che mise fine ad una lunga vacanza della sede patriarcale. Infatti una delle spose di Cosroe II, Shirin, era cristiana giacobita, la cui Chiesa, rivale di quella nestoriana, aveva guadagnato terreno in Persia fin dal VI secolo. L'alleanza dei monofisiti e dei sostenitori di Henana d'Adiabene, appoggiata da Shirin, impedì l'elezione di un catholicos nel 609. In questo lungo periodo di sede vacante, la direzione della Chiesa nestoriana fu assicurata dal celebre teologo Babai il Grande, morto anche lui nel 628.
La fine del potere politico di Cosroe II, fu anche la fine degli intrighi di Shirin. Il nuovo re persiano Kavadh II permise l'elezione del patriarca nestoriano. Durante l'estate del 630 Ishoʿyahb fu inviato come negoziatore della pace con l'imperatore bizantino Eraclio I; l'incontro si celebrò ad Aleppo, e non si limitò a negoziati diplomatici, ma furono affrontate anche questioni teologiche. Su richiesta dell'imperatore, il patriarca redasse una professione di fede che fu giudicata dai teologi bizantini conforme al simbolo di Calcedonia; in seguito Ishoʿyahb celebrò una messa solenne, dove comunicò con l'imperatore bizantino (communicatio in sacris).
Al suo ritorno in Persia, il patriarca dovette ritrattare la posticcia unione stabilita ad Aleppo, per le differenze teologiche ancora esistenti e che non furono annullate, e soprattutto per l'opposizione del vescovo Barsauma di Karka d'Ledan; la Cronaca di Seert riporta, in sintesi o per intero, lo scambio epistolare tra il catholicos e il suo energico avversario.
Durante il pontificato di Ishoʿyahb II fu riorganizzata l'attività missionaria della Chiesa d'Oriente, rivolta in particolare verso le "province esterne", ossia quelle che si estendevano ad est oltre la Mesopotamia. Inoltre la stele di Xi'an, scolpita in siriaco e cinese nel 781, racconta la storia del monaco Alopen che giunse a Chang'an (nome antico di Xi'an, fino al Medioevo capitale dell'impero Tang) e da lì cominciò a predicare il cristianesimo; l'imperatore Tai Zhong, con un decreto del 638, consentì la diffusione della religione cristiana, permettendo la costruzione di un monastero nella sua capitale.
Nel 636 la capitale persiana Seleucia-Ctesifonte cadde in mano araba. La Cronaca di Seert racconta di una ipotetica e dubbia missiva di Ishoʿyahb a Maometto, per ottenerne i favori. Di fatto l'anziano patriarca fu imprigionato dai nuovi conquistatori. Morì nel 645 e fu sostituito da Mar Emmeh, metropolita di Beth Lapat.